# Dick O’Neill

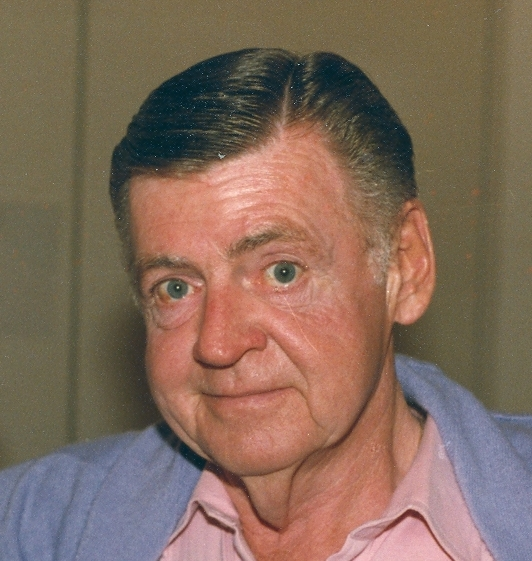
Dick O’Neill (Juni 1983)

Dick O’Neill (* 29. August 1928 in New York; † 17. November 1998 in Santa Monica, Kalifornien) war ein US-amerikanischer Schauspieler.

## Leben
Dick O’Neill spielte zwischen 1957 und 1998 in über 50 Filmen und Serien mit und hatte an die hundert Gastauftritte in diversen Fernsehserien. 1974 spielte er den Fahrdienstleiter der New Yorker U-Bahn Frank Correll in dem Thriller Stoppt die Todesfahrt der U-Bahn 123. In der Fernsehserie Hör mal, wer da hämmert spielte er den ehemaligen Werklehrer Art Leonard, in der preisgekrönten TV-Serie Cagney & Lacey spielte er Charlie, den Vater von Christine Cagney (Sharon Gless). Eine seiner letzten Rollen war die des Commissioners Geiss, dem Vorgesetzten von Carl Winslow in der Sitcom Alle unter einem Dach, den er in 7 Folgen spielte.
Er starb am 17. November 1998 an den Folgen eines Herzinfarktes.

## Filmografie (Auswahl)
- 1961: Preston & Preston (The Defenders, Fernsehserie, 1 Folge)
- 1967: Der Engel mit der Mörderhand (Pretty Poison)
- 1974: Stoppt die Todesfahrt der U-Bahn 123 (The Taking of Pelham One Two Three)
- 1974: Extrablatt (The Front Page)
- 1975: Der Tag der Abrechnung (St. Ives)
- 1975: Männer des Gesetzes (Posse)
- 1977–1982: M*A*S*H (Fernsehserie, 3 Folgen)
- 1978: Die Buddy Holly Story (The Buddy Holly Story)
- 1978: Hausbesuche (House Calls)
- 1978–1979: Kaz & Co (Kaz, Fernsehserie, 22 Folgen)
- 1980: So ein Team gibt’s nicht noch einmal (The Comeback Kid, Fernsehfilm)
- 1981: Wolfen
- 1981: Der unglaubliche Hulk (The Incredible Hulk, Fernsehserie, 2 Folgen)
- 1982: Hart aber herzlich (Hart to Hart, Fernsehserie, 2 Folgen)
- 1982: Ein Colt für alle Fälle (The Fall Guy, Fernsehserie, 1 Folge)
- 1982–1987: Cagney & Lacey (Fernsehserie, 25 Folgen)
- 1984: Die fatale Affäre der Katherine G. (A Touch of Scandal)
- 1987: Falcon Crest (Fernsehserie, 7 Folgen)
- 1989: Hände weg von meiner Tochter (She’s Out of Control)
- 1990: Der Harte und der Zarte (Loose Cannons)
- 1991–1993: Die Verschwörer (Dark Justice, Fernsehserie, 30 Folgen)
- 1994–1996: Hör mal, wer da hämmert (Home Improvement, Fernsehserie, 3 Folgen)
- 1996–1998: Alle unter einem Dach (Family Matters, Fernsehserie, 7 Folgen)